# سیدی خالد (استان سیدی بلعباس)
سیدی خالد (استان سیدی بلعباس) (به عربی: سيدي خالد) یک شهرداری در الجزایر است که در استان سیدی بلعباس واقع شده‌است.